# Купревич, Виктор Викторович
Ви́ктор Ви́кторович Купре́вич (16 июня 1925, Каунас — 14 октября 2005) — советский и российский композитор литовского происхождения. Сын композитора Виктораса Купрявичюса, брат композитора и музыкального педагога Гедрюса Купрявичюса (род. 1944).

## Биография
Окончил Московскую консерваторию как пианист (1951, класс Марии Юдиной) и композитор (1960, класс Анатолия Александрова).
В 1951—1954 годах преподавал в Магнитогорском музыкальном училище. В дальнейшем работал в Москве, руководил различными инструментальными ансамблями, в том числе ансамблем «Балалайка» (с 1965 года); в 1963—1964 годах заведовал музыкальным отделом журнала «Кругозор».
Автор балета «Семиклассница» (1962), музыкальной комедии «С первого взгляда» (1967), симфоний, фортепианного и скрипичного концертов, хоровой и инструментальной музыки. Написал ряд сочинений для эстрадного оркестра, значительное количество эстрадных песен, из которых наибольшей популярностью пользовались «Старая мельница» (репертуар Муслима Магомаева), «Пряники русские» в исполнении Жанны Горощени, «Пингвины», «Эхо» в исполнении вокального квартета «Аккорд». Среди исполнителей песен Купревича были также Лев Лещенко, Олег Анофриев, Татьяна Шмыга. Он автор музыки к многим мультипликационным фильмам, в том числе «Часы с кукушкой», «Огневушка-поскакушка», «Лошарик», к циклу сказок о Медвежонке и Ёжике и других.

## Фильмография

### Мультфильмы
- 1967 «Межа»
- 1968 «Осторожно, щука!»
- 1968 «Дорожное происшествие»
- 1970 «Весёлая карусель № 2. Два веселых гуся»
- 1970 «Это дело не моё»
- 1970 «Мой друг Мартын»
- 1971 «Генерал Топтыгин»
- 1971 «Лошарик»
- 1971 «Ослик Плюш»
- 1973 «Про Петрушку»
- 1973 «Часы с кукушкой»
- 1974 «Как козлик землю держал»
- 1975 «Наша няня»
- 1978 «Златовласка»
- 1979 «Огневушка-поскакушка»
- 1980 «Ну, погоди! (телевыпуск 1)»
- 1981 «Зимняя сказка»
- 1982 «Осенние корабли»
- 1983 «Удивительная бочка»

### Фильмы
- 1981 «Сказка, рассказанная ночью»